# Hiltrude
Hiltrude (nacida c.716 - murió en 754), fue una duquesa consorte de Baviera. Fue regente de Baviera de su hijo menor entre 748-754.
Era hija de Carlos Martel y Rotrudis de Tréveris. Se casó con Odilón I de Baviera. Después de su muerte en 748, se convirtió en regente de su hijo Tasilón. Murió en 754, cuando el niño cumplió 13 años.